# Emmerich Hanus
Emmerich Hanus (24 de agosto de 1884-20 de noviembre de 1956) fue un director, actor, guionista y productor cinematográfico austriaco.

## Biografía
Nacido en Viena, Austria, Emmerich Hanus empezó su carrera en el cine como actor de cine mudo en 1913 en los filmes Der Andere y Die schwarze Natter, trabajando a partir de 1915 también como director. También trabajó con adaptaciones de obras del escritor Karl Schönherr, colaborando con él en la dirección y guion de Erde (1920), y dirigiendo y participando en el guion de Glaube und Heimat (1921).
Tras producirse el Anschluss, Emmerich Hanus dejó el cine, a diferencia de su hermano Heinz Hanus, que formó parte del NSDAP, aunque en 1941 hizo un papel de reparto en la película de E. W. Emo Liebe ist zollfrei. Mientras tanto, se dedicó al trabajo de la banca. 
Emmerich Hanus consideró el renacimiento de Austria finalizada la Segunda Guerra Mundial como el posible renacimiento de su carrera cinematográfica. Su primer proyecto tras la guerra, Seine einzige Liebe (1946), una biografía de Schubert, fue producido por la efímera Royal-Film y dirigido por él. Además dirigió Glücksmühle y también Märchen vom Glück y Dr. Rosin (1949), las dos últimas bajo el seudónimo de Arthur de Glahs.
Como actor, Emmerich Hanus trabajó en películas habitualmente producidas por él mismo. En tales casos hizo papeles de reparto. Tras la introducción del cine sonoro, Hanus continuó con sus tareas de director.
Elfi von Dassanowsky, con la que fundó en 1946 Belvedere-Film, definía a Hanus como una „personalidad gentil y reservada“.
Emmerich Hanus falleció en Viena, Austria, en 1956. Era hermano del también cineasta Heinz Hanus, con el que mantuvo a lo largo de su vida una fraternal competencia.

## Filmografía

### Director
| - 1915: Der Indische Tod - 1915: In der Nacht - 1915: Ein Gruss aus der Tiefe - 1916: Die Nacht von Cory Lane - 1916: Das Goldene Friedelchen - 1916: Die Fiebersonate - 1916: Der Einsiedler von St. Georg - 1916: Am Amboss des Glücks - 1916: Spiel im Spiel - 1917: Unheilbar - 1917: Das Gewissen des Andern - 1918: Der Ring des Hauses Stillfried - 1918: Die Liebe der Maria Bonde, también actor - 1918: Der Letzte Liebesdienst - 1918: Das Gürtelschloß der Senahja - 1918: Der Fluch der alten Mühle - 1918: E, der scharlachrote Buchstabe | - 1918: Aranka und Arauka, 1918 - 1918: Die Sühne, 1918 - 1919: Die Geige des Tommaso, 1919 - 1919: Das Geheimnis des Irren, 1919, también guionista - 1920: Die Nacht der Prüfung, 1920 - 1920: Erde, 1920, también guionista - 1920: Wildes Blut, 1920 - 1921: Glaube und Heimat, 1921, también guionista - 1921: Aus dem Schwarzbuch eines Polizeikommissars, 2ª parte: Verbrechen aus Leidenschaft, 1921 - 1922: Die Schuhe einer schönen Frau, 1922 - 1924: Die Letzte Maske, 1924 - 1927: Das war in Heidelberg in blauer Sommernacht, 1927 - 1928: Eine Nacht in Yoshiwara, 1928 - 1930: Gigolo, 1930, también guionista - 1947: Die Glücksmühle, 1947 - 1947: Seine einzige Liebe, 1947, también guionista |

### Actor
| - 1913: Wer ist der Täter? - 1913: Die schwarze Natter - 1913: Roman einer Verschollenen - 1913: Der Andere - 1915: Der gestreifte Domino - 1915: Die Nacht von Cory Lane - 1916: Das goldene Friedelchen | - 1925: Freies Volk - 1926: Die Elf schill'schen Offiziere - 1941: Liebe ist zollfrei - 1942: Rembrandt - 1942: Die goldene Stadt - 1949: Märchen vom Glück, unerwähnt |

### Productor
| - 1946: Symphonie in Salzburg - 1947: Kunstschätze des Klosterneuburger Stiftes - 1947: Die Glücksmühle - 1947: Seine einzige Liebe | - 1947: Wer küßt wen? - 1948: Der Leberfleck - 1949: Doktor Rosin - 1949: Märchen vom Glück |